# (211489) 2003 KP
(211489) 2003 KP (2003 KP, 2006 HL85) — астероїд головного поясу, відкритий 22 травня 2003 року.
Тіссеранів параметр щодо Юпітера — 3,654.